# Dree Peremans (trombonespeler)
Dree Peremans (1983) is een Belgische trombonespeler. Hij is de zoon van radiomaker en folkmuziekproducer Dree Peremans.
Peremans studeerde aan het Lemmensinstituut in Leuven bij trompettist Serge Plume en in Gent bij Marc Godfroid en Lode Mertens. Hij speelde onder meer met Lalalover, Buscemi, The Free Breathing Ensemble, het Remise à neuf-ensemble en Tricycle.
Hij richtte in 2010 het Rebirth::Collective op, een achtkoppige swingjazzband, die het Antwerpse jazzcafé Hopper als thuisbasis heeft. De band bracht in 2016 een hommagealbum uit opgedragen aan Billy Strayhorn.
Tevens is Peremans lid van aNoo, de band rond zangeres Anu Junnonen.